# Conchita Ramos
Conchita Grangé Beleta (Espui, 6 de agosto de 1925-Toulouse, 27 de agosto de 2019) fue una hispanofrancesa, que destacó como miembro de la Resistencia durante la Segunda Guerra Mundial y sobrevivió a los campos de concentración nazis. 

## Biografía
Nacida en un pequeño pueblo del Pirineo leridano, al poco tiempo de nacer fue trasladada a Toulouse, donde se educó con la familia de su tío materno. Con 17 años se incorporó a la Resistencia francesa a los nazis en relevo de su tío, activo miembro de la misma que había huido. Así, en abril de 1943 se enroló ,en el departamento de Ariège, a la 3.ª brigada de Guerrilleros, donde trabajó como enlace bajo el seudónimo de Nina o «la neboudo» («la sobrina», en occitano).

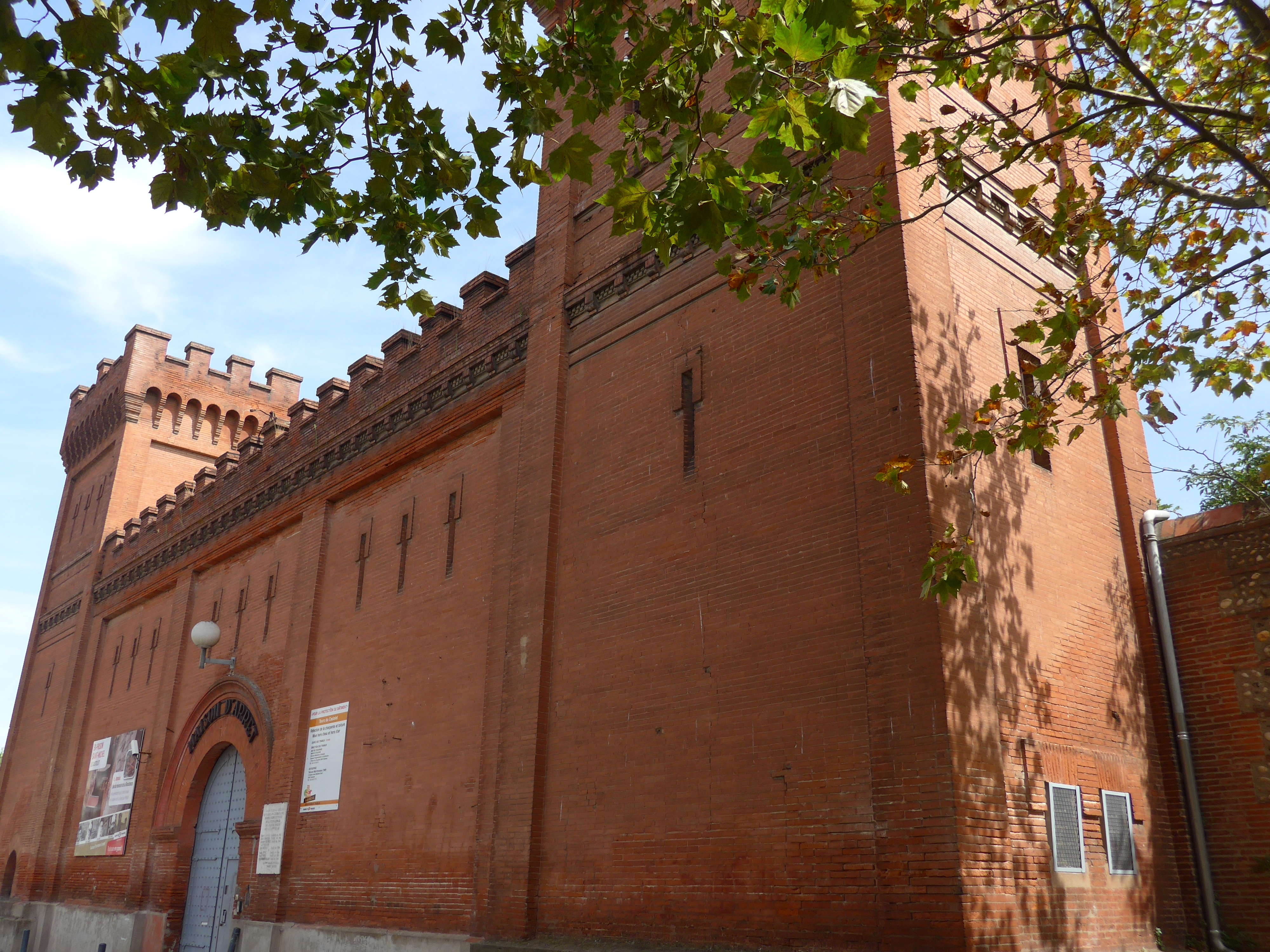

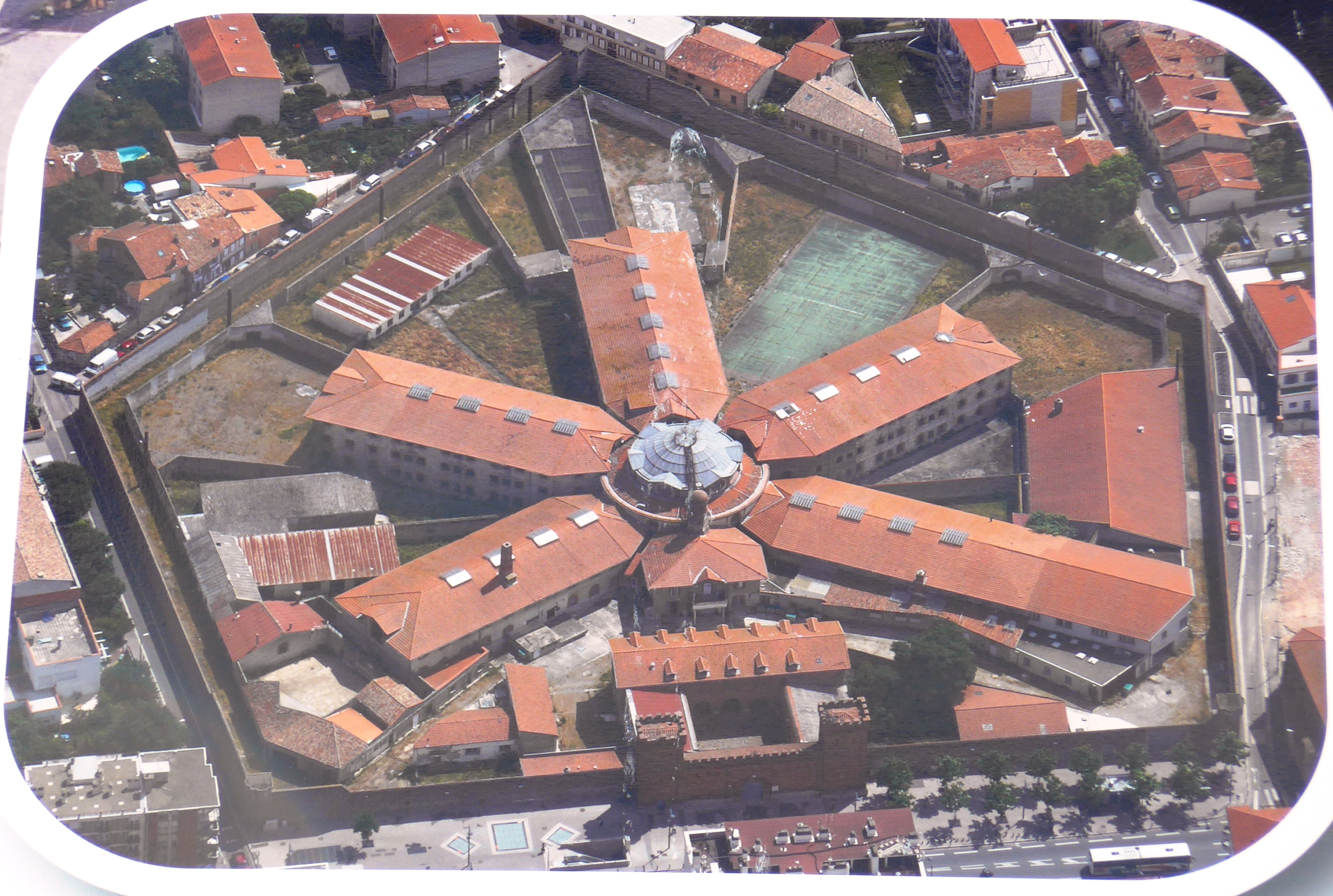

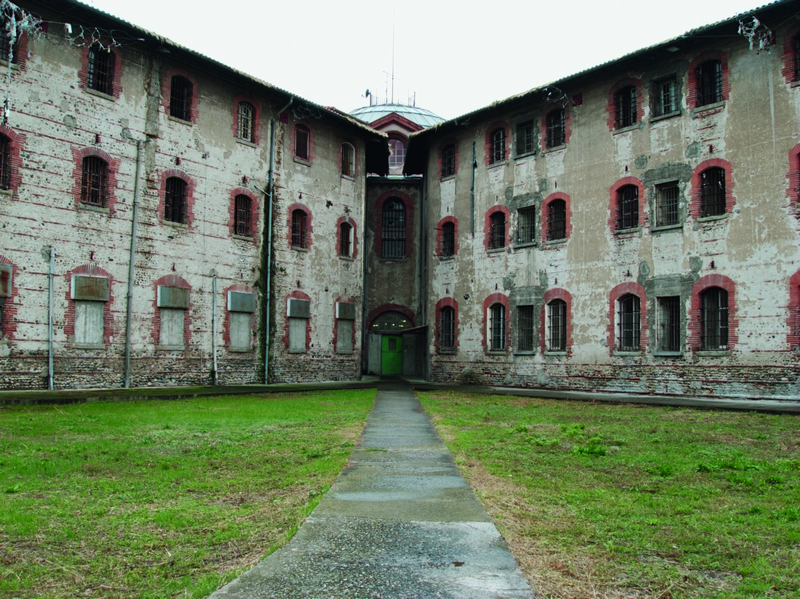
Prisión de Saint-Michel en Toulouse, lugar de detención y torturas de la Gestapo y las SS, donde fue internada Conchita Ramos antes de ser deportada a Dachau, Ravensbrück y Sachsenhausen.

El 24 de mayo de 1944 la Milicia Francesa ocupó su casa, en donde se escondían un guerrillero y tres refugiados, siendo detenida y entregada a la Gestapo junto con su tía, Elvira Ibarz y su prima María Castelló. Fue encarcelada en Foix y después en Toulouse (prisión de Saint-Michel y luego en el cuartel Caffarelli). Conchita no confesó, a pesar de las torturas a las que fue sometida en los interrogatorios que se le practicaron, y junto con sus familiares fue deportada el 3 de julio al campo de concentración de Dachau en el conocido como Tren Fantasma, que tardó dos meses en llegar a la Alemania nazi con centenares de miembros de la resistencia, muchos de ellos españoles. Posteriormente, fue trasladada al campo de concentración de Ravensbrück el 9 de septiembre de 1944, recién cumplidos los 19 años y se mantuvo junto con sus familiares.
De su experiencia en el campo de concentración señaló las terribles condiciones y trato en que se encontraban las embarazadas, que perdían a sus hijos al nacer y no volvían a saber nada de ellos; los niños asesinados, incluso destrozados por los perros; las mujeres sometidas a experimentos médicos y quirúrgicos, llamadas por los carceleros petites lapines (‘conejitas’). Hacia el final de la guerra y el cautiverio, fue destinada a uno de los grupos de trabajo formados por los nazis en el campo de concentración de Sachsenhausen (cerca de Berlín), donde junto con otras 650 mujeres se dedicaba a la industria de guerra (de todas ellas, sobrevivieron 115). Allí participó en operaciones de sabotaje. Cuando fue liberada en plena Marcha de la Muerte por el Ejército Rojo en abril-mayo de 1945, pesaba sólo 36 kilos.
Regresó a Toulouse y contrajo matrimonio con Josep Ramos, un antiguo guerrillero catalán. En Francia es conocida como Conchita Ramos.
Tras la liberación de los campos de concentración, fue reconocida por el gobierno de Francia como sargento, condecorada con la Legión de Honor y la Medalla de la Resistencia. El 26 de julio de 2019, el Ayuntamiento de la Torre de Capdella y la Generalidad de Cataluña le tributaron un homenaje en la Central de Capdella. En 2025 la Generalidad de Cataluña celebrará el centenario de su nacimiento con una serie de actos que tendrán lugar en Cataluña y en Toulouse. 